# 다고베르토 다 피사 대주교

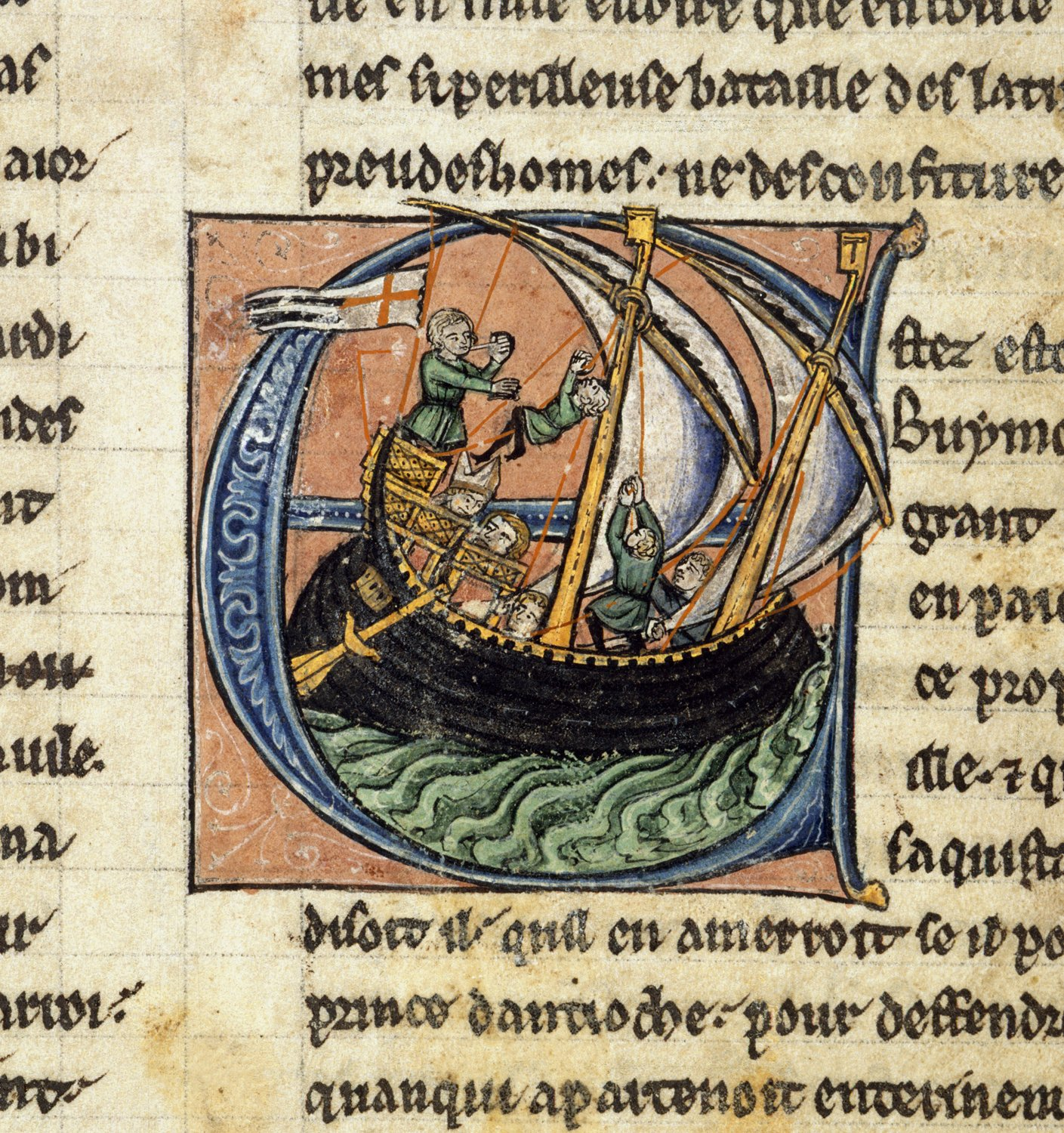

다고베르토 다 피사 대주교(Dagoberto da Pisa: ?년 ~ 1105년)은 초대 피사의 대주교이자 아데마르의 뒤를 이어 예루살렘의 총대주교로 재직하였던 사람이다.

## 유년기
다임베르트의 어린 시절에 대해서는 거의 알려져 있지않으며 마인츠 대주교였던 Wezilo에게서 부제로 서품받았다는 것 정도가 확인된 사실이다. 당시 Wezilo는 서임권 투쟁에서 황제를 지지했는데 이러한 전력은 다임베르트를 평생 따라다니게 된다.

## 피사 대주교로 서품되다
1080년대 말에 다임베르트는 교황의 열렬한 지지자였던 토스카나 백작 마틸다와 친분을 쌓기 시작했고, 얼마 지나지 않아 우르반 2세는 다임베르트를 정식 사제로 인정했으며 1088년에는 피사의 주교로 격상시켰다. 그러나 과거의 Wezilo와의 관계가 알려지자 다임베르트는 비판에 부딪혔다. 피스토이아 주교 피에르는 교황에 인사에 강하게 반발하였으며 참사회도 교황의 인사에 '심각한' 의문을 제기하였다. 그러나 교황의 의지는 확고하였고 다임베르트가 피사에서 영향력을 행사하는데 계속해서 도움을 주었다. 4년후, 1092년에 교황은 마틸다의 청원을 받아들여 다임베르트를 대주교로 임명하였으며 코르시카와 샤르데냐를 그의 교구로 편입시켰다.
1094년 로마에서 크리스마스를 보낸 다임베르트는 교황을 수행하여 이탈리아와 프랑스를 순방하였는데 이 일정에는 서임권 투쟁 이후에도 계속해서 교황의 권위를 부정한 피아첸차와 교황이 십자군을 일으킬것을 촉구한 클레르몽이 포함되어 있었다. 피사로 돌아온 다임베르트는 교황청으로부터의 지원하에 십자군 원정에 참여할 것을 설파하였다. 1098년에 교황은 다임베르트를 알폰소 6세에게 파견하여 왕이 최근에 무어인들로부터 재점령한 영토에 교회조직을 재건하는 일을 맡겼다. 다임베르트는 비록 왕이 교황에게 보내는 선물의 상당 부분을 착복했다는 의심을 받았지만, 놀라울 정도로 빠른 시간 내에 임무를 완수하여 자신의 능력을 입증했다.

## 제1차 십자군과 다임베르트
1098년 말에 다임베르트는 피사의 해군을 이끌고 시리아 지방으로 떠났다. 항해도중 비잔티움 제국의 해군과 약간의 충돌이 있었으나 1차 십자군의 지도자중 한명인 티란토의 보에몽의 영토였던 안티오키아 공국의 연해에 상륙하였다. 이때 그는 보에몽과 회견하였으며 함께 제국의 군항이였던 라오디케아를 봉쇄하였다. 제국과 동방 정교회의 도움을 절실히 필요로 하던 다른 십자군 지도자들은 그들에게 봉쇄를 풀라고 설득하였다. 보에몽은 이를 받아들여 포위를 풀고는 다임베르트와 함께 1099년 12월 9일에 예루살렘에 도착하였다.
예루살렘에 도착했을무렵의 다임베르트의 지위는 확실하지 않다. 많은 역사가들은 교황이 1098년 1월에 사망한 르퓌의 아데마르의 후임으로 그를 보낸것이라고 여기나 우르반 2세의 후임인 파스칼 2세에게 보낸 편지에서 다임베르트는 자신을 단순히 '피사의 대주교'라고만 호칭하고있다.
아무튼 예루살렘에 도착한 다임베르트가 가장 먼저 시작한 일은 아데마르 사후 예루살렘의 주교직을 맡고있던 쇼끄의 아르눌프를 끌어내리는 것이였다. 보에몽의 후원에 힘입어 , (아마도) 교황특사라는 직함도 한몫했을 터이지만 , 다임베르트는 새로운 예루살렘의 대주교에 오르는데 성공한다. 직후 다임베르트는 부용의 고드프루아에게 예루살렘의 통치권을 자신에게 완전히 넘길것을 요구하였는데 이는 기사들의 격렬한 반발을 불러왔으며 고드프루아의 동생인 에데사 백작 보두앵은 다임베르트에 대한 충성 서약을 거부하고는 영지로 떠나버렸다. 사태가 험악하게 돌아가자 다임베르트는 고드프루아가 이집트를 정복하면 예루살렘과 그 근방을 교황께 봉헌하는 것으로 마무리지었으나 고드프루아의 영향력을 상당부분 상실하게 하는데 성공했다.
하지만 다임베르트가 보에몽의 조카인 갈릴리 공작 탕크레트와 함께 자파 원정길에 올라있던 1100년 7월 18일에 고드프루아가 갑작스럽게 사망하자 다임베르트의 계획은 수포로 돌아갈 위기에 처한다. 소식을 접한 다임베르트는 탕크레드의 도움을 받아 보에몽에게 예루살렘으로 병력을 이끌고 오라는 전서를 보냈으나, 밀사가 중간에 레몽에게 체포당하여 보에몽에게는 닿지 못하였고 보에몽은 안티오키아 근처를 약탈하던중에 투르크 군사들에게 사로잡힌다.
11월 11일에 고드프루아의 동생인 보두앵이 다른 제후들의 추대를 받아 예루살렘 왕위에 올랐다. 다임베르트가 이끌고온 함대가 필요하던 보두앵은 그를 받아들였고 1100년 크리스마스에 대관식을 거행하였다. 그러나 1101년 4월에 제노바인들이 이끌고 온 함대가 도착하자 더 이상 제해권을 유지하기 위하여 다임베르트의 협조가 필요하지 않게 된 보두앵은 ,예루살렘 지방의 교회의 재정을 장악하려는 의도도 있었지만, 얼마후 교황 파스칼 2세의 특사인 포르토의 추기경 모리스가 도착하자 곧바로 다임베르트를 그의 계승을 인정하지 않던 보에몽과 함께 반란을 모의했다며 추방하려했다. 다급해진 다임베르트는 막대한 뇌물을 보두앵에게 헌납하였으나 그가 그동안 재정을 착복하였던 사실들이 모리스에게 알려지면서 예루살렘에서 쫓겨났다.
안티오키아 공국으로 도망간 다임베르트는 섭정이였던 탕크레트에게 따뜻한 환대를 받았다. 모리스는 1102년 봄에 사망했고 보두앵의 군사적 협조를 요청받은 탕크레트는 다임베르트의 복권을 조건으로 내걸었다. 보두앵은 이를 받아들이고 다임베르트는 다시 예루살렘으로 갔으나, 얼마후 새로운 교황사절인 파리의 추기경 로베르가 도착하자 다임베르트는 라오디케아 봉쇄당시 동방 정교회 교도의 살해를 묵인한 책임과 보에몽에게 보두앵을 모함했다는 혐의를 받고 다시 안티오키아로 추방당했다. 이때에도 탕크레트는 다임베르트를 환대했으나 더 이상 그의 복권을 언급하지는 않았다.
이후에 다임베르트는 파스칼 2세와 회동하여 교황으로부터 지지를 이끌어내는데 성공한다. 그러나 예루살렘으로 가던중인 1105년에 시칠리아의 메시나에서 사망하였다. 예루살렘 총대주교직은 다임베르트의 공위(空位) 기간 동안 Ehremar가 대신 수행하였고 다임베르트가 죽은 이후에는 아를의 주교인 Ghibbelin이 뒤를 이었으며 피사의 대주교직은 피에트로 모로코니가 이어받았다.

## 후세의 평가
스티븐 런시맨 경은 그의 저서인 First Crusade에서 다임베르트는 활동적이고 똑똑하지만 부정직한 사람으로 묘사했으며 성지(聖地) 예루살렘에서의 행동을 강하게 비난하였다. 하지만 마이클 마츠케등은 1998년에 발표한 논문에서 다임베르트의 행위를 종교적인 이상주의에서 비롯된 것이라며 그를 변호하기도 하였으나 다수의 역사가들은 이 의견에 동의하지 않았다.